# Trescasas
Trescasas – gmina w Hiszpanii, w prowincji Segowia, w Kastylii i León, o powierzchni 32,66 km². W 2011 roku gmina liczyła 968 mieszkańców.